# 電視聯播網
電視聯播網（英語：Television network）是指电视台以多個地區性頻道共同播出同一組節目的運作形式，多由民間業者使用。組成的原因多半基於法令或是經營策略的考慮：在有些國家因為法令上的限制，全國播放的許可證難以取得、甚至僅授予公共媒體及國營媒體。電視台為求擴大經營，便與其他地方的同業達成協議，共同播放同一組節目，這些節目則多由若干規模較大的成員業者製作。如此一來，大的業者可以透過這樣的方式實質上兼併小的地方業者，小的地方業者也可透過這樣的方式減少製作節目的成本。

## 全域播出地區

### 美國
由於美國聯邦通信委員會對個人或公司擁有的電視台數目作出限制，因此除了一些大城市外，美國大部份的電視台均為獨立擁有但以特許經營合約形式與廣播公司組成聯網播放節目。
美國電話電報公司旗下貝爾實驗室於1929年取得專利的同軸電纜令美國電視聯網廣播的想法有機會成真。美國電話電報公司於紐約及費城之間舖設了同軸電纜，並每隔十英里加設自動中繼器，並於1937年進行傳送訊號的實驗。1940年全國廣播公司於兩個城市間進行不定期的節目傳送，但1942至1945年間因二次大戰的關係而被逼暫停擴大電視網絡。
1946年，杜蒙廣播公司成立，成為全球第一個商業電視聯網。1947年全國廣播公司亦以「全球第一個定期廣播的電視網絡」為口號啟播。1948年，美國廣播公司及哥倫比亞廣播公司的聯網亦分別開播。受制於舖設電纜橫跨全國的難度，當年聯網內的電視台皆在美國東岸，直至1951年，廣播公司開始利用微波通訊，成功實現了由東到西的全國電視聯網。
在電視發展早期，由於每個地區通常只有一至兩個電視台，因此電視台會與多間廣播公司合作，並有權選擇播出的節目。到後來電視台數目越來越多，電視台開始只會做一間廣播公司的聯網台(affiliate)，並播放那間廣播公司的所有黃金時間節目。
美國聯邦通信委員會規定地區的聯網台只可播放若干數量的聯網節目。此舉是為了鼓勵發展地區節目，以及令地區居民有更多機會使用當地的大氣電波。可是此條例帶來的卻是大量的聯合供應節目(syndicated program)：節目供應商在沒牽涉到聯網的層面下，直接與全國各地區電視台簽約提供節目。通常這些節目包括舊電影、獨立制作節目、以及已經在聯網播放過的舊節目。
現時美國的電視網絡包括：
- 美國廣播公司（ABC）
- 哥倫比亞廣播公司（CBS）
- 全國廣播公司（NBC）
- 福斯廣播公司（FOX）
- 公共廣播協會（PBS）
- CW電視網（The CW）
- myNetwork電視網 (myNetwork TV)

### 加拿大

#### 公共廣播
- CBC電視（加拿大廣播公司）
- Radio-Canada法語電視（加拿大廣播公司）
- APTN原住民族電視網
- CPAC電視台

#### 商業
- 環球電視（Global）
- CTV電視網
- Citytv城市電視網
- TVA電視網

### 澳大利亞

#### 公共廣播
- ABC電視（澳大利亞廣播公司）
- 澳大利亞民族廣播協會

#### 商業
- 七號電視網（Seven Network）
- 九頻道
- 十頻道電視網

### 紐西蘭

#### 公共
- 紐西蘭電視台

#### 商業
- TV3
- Four（英语：Four (New Zealand)）

### 菲律賓
在菲律賓，目前有GMA網絡（GMA Network）、People's Television Network（菲律賓政府所有）。

### 南韓
韓國四大電視台（KBS、EBS、MBC、SBS）中，KBS、EBS與MBC屬於全國放送形態，由三家電視台設在韓國全國各地的放送局放送節目(其中KBS所屬的KBS1頻道與MBC，他們各地的放送局會在固定的時間放送本地製作的節目），而SBS則是透過在全國各地的地方電視臺來播放自己的節目，地方臺在與SBS聯播節目時，會在自己原有的臺標上加上SBS的標識。
2021年起，SBS聯播網各成員臺於非聯播時段播放節目時，須在原有的臺標上加上SBS的標識（各成員臺在播出《SBS 8點新聞》中轉換自播時段前，臺標會短暫消失1分鐘）。

### 中國大陸
中國大陸没有真正意义上的全国电视联播网，因為各地的廣播電視行政部門都會在本轄區內建設電視發射台，用以發射中央電視台一套、發射站所在省的省級台一套、所在市的市級台一套、所在市的縣的縣級台一套（如有）電視節目的無線電視信號，同時亦會發射經過批准使用無線方式播放的其他電視節目。各省均有一套或多套、免費或付費的電視節目可通過有線電視方式在全國播放，因此並無組成像美國日本那樣聯播網的必要。雖然部分頻道會同時購買一個節目，在同一時間或同一天内播放，但並不會更改播出頻道的大體節目安排。
中国气象局的中国气象频道可视为某种形式的电视联播网，其节目可在全国各地收看，但每小时的26分和56分各开放四分钟的窗口给转播地的气象局插播当地天气预报，中华人民共和国交通运输部和中国国际广播电台合办的中国交通频道亦是同理。另外，部分县级电视台会在所属省市电视台的“公共频道”插播自办节目，也有电视联播网的性质。

### 日本
在日本，基於法令上的限制，除了日本放送協會（NHK），實際上沒有全國性的無線電視頻道。因此，各地的商業電視台（民間放送）便組成聯播網，形成全國聯播的電視網路。
日本無線電視業者經過合縱連橫，形成所謂「五大商業電視網」（民放5局），其組成又區分新聞聯播網與一般節目聯播網，實際狀況相當複雜。各聯播網中，皆以位於東京的電視台為主要製作台，大阪與名古屋的電視台次之，分別稱為核心局、準核心局、以及基幹局。列表如下：
| 簡稱    | 全稱                                                 | 核心局（） | 準核心局（） | 基幹局       |
| ------- | ---------------------------------------------------- | ---------- | ------------ | ------------ |
| NNN·NNS | Nippon News Network Nippon Television Network System | 日本電視台 | 讀賣電視台   | 中京電視台   |
| ANN     | All-nippon News Network                              | 朝日電視台 | ABC電視台    | 名古屋電視台 |
| JNN     | Japan News Network                                   | TBS電視台  | 每日放送     | CBC電視台    |
| TXN     | TV Tokyo Network                                     | 東京電視台 | 大阪電視台   | 愛知電視台   |
| FNN·FNS | Fuji News Network Fuji Network System                | 富士電視台 | 關西電視台   | 東海電視台   |

NNN與NNS同樣皆為以日本電視台為主的聯播網，但實際是兩個不同的組織：前者是新聞節目聯播，後者是一般節目聯播。FNN與FNS亦是相同的情形。參與聯播的電視臺會有些許不同，有少數的電視台同時向不同組織購買節目；就算是同一個組織，不同電視台的節目也會有少許差異。此外，因為地域與技術的限制，有的節目播出時會有時間差，在部分地區也有不能同時收看上述五大網節目的情形；而這些地區之中，亦有部份電視台同時參加兩個甚至三個聯播網（例如宮崎電視台），這些電視台通常被稱為「跨網台」（クロスネット）。部分電視台並未加入上述五大網，這些電視台被稱為「全國獨立放送協議會」（全国独立放送協議会），簡稱「獨立協」（独立協），這樣的電視台全日本共有13家，全部分布在關東、中京、近畿廣域圈內。

### 英國
英國第一個電視網是英國廣播公司（BBC）。1936年11月2日，BBC開播了世界第一個常規播出的電視服務。1955年9月22日，英國第一個商業電視網（也是第二個電視網）ITV開始播出。隨著UHF開始被用於電視播出，BBC開播了其第二個電視頻道BBC Two。英國的第二個全國性商業電視網是第四台（但威爾斯播出S4C替代直到第四频道在威尔士播出为止），第三個全國性商業電視網是第五台。